# Mons Ivar Mjelde
Pour les articles homonymes, voir Mjelde.
Mons Ivar Mjelde (né le 17 novembre 1967 à Osterøy en Norvège) est un joueur de football norvégien, désormais reconverti en entraîneur.

## Biographie

### Joueur
Durant sa carrière de joueur, Mjelde passe notamment deux saisons chez le géant autrichien de l'Austria Vienne, deux saisons et demie au Lillestrøm SK et un total de sept saisons au SK Brann. Il joue également une saison au Bryne FK, avant de partir pour Lillestrøm. Juste avant la fin de sa carrière, il est prêté au club du Sogndal IL en 2001. 
Mjelde inscrit un total de 72 buts en 160 matchs pour le SK Brann, et finit avec le club deuxième du championnat en 1997 et 2000, ainsi que quart de finaliste lors de la coupe des vainqueurs de coupes en 1997, où ils sont éliminés par le Liverpool FC. 
Après son retour d'Autriche à Brann en 1996, Mjelde inscrit 19 buts en 15 matchs de championnat, remportant de trophée Kniksen de l'attaquant de l'année. 
Mons Ivar a également joué trois matchs internationaux et inscrit deux buts avec la sélection de Norvège.

### Entraîneur
Après la saison 2001, Mjelde devient l'entraîneur de la réserve de son ancien club du SK Brann, en troisième division. Il devient l'entraîneur de l'équipe une l'année suivante, remplaçant Teitur Thordarson (limogé après une saison catastrophique) en janvier 2003, après seulement une année d'expérience en tant qu'entraîneur.
Cette saison, Brann finit 6e du championnat 2003, puis finit 3e de la coupe en 2004. Il remporte la coupe en 2005, premier trophée du club depuis 22 ans. Le club finit deuxième du championnat en 2006 juste derrière Rosenborg BK, puis enfin champion de Norvège en 2007, premier titre de champion du pays en 44 ans, avec six points d'avance sur le Stabæk Fotball.
Le 7 octobre 2008, Mons Ivar Mjelde annonce à la presse que la saison 2008 sera sa dernière avec le club.
Mjelde est nommé officiellement nouvel entraîneur du Bryne FK le 1er juin 2009.

## Palmarès

### Joueur
- Meilleur buteur de Tippeligaen : 1993
- Trophée Kniksen (attaquant de l'année) : 1996

### Entraîneur
- Tippeligaen : 2007
- Coupe de Norvège : 2004
- Trophée Kniksen (entraîneur de l'année) : 2007
- Entraîneur du mois en Tippeligaen : Mai 2006